# Cicindela oregona
Cicindela oregona – gatunek chrząszcza z rodziny biegaczowatych i podrodziny trzyszczowatych. Zamieszkuje zachodnią Nearktykę od Alaski i północnej Kanady przez zachód Stanów Zjednoczonych po północno-zachodni Meksyk.

## Taksonomia
Gatunek ten opisany został po raz pierwszy w 1856 roku przez Johna Lawrence’a LeConte. Autor ów jako miejsce typowe wskazał „Terytorium Oregonu i północną Kalifornię”. W tej samej publikacji LeConte opisał gatunek C. guttifera wskazując jako jego miejsce typowe hrabstwo Santa Fe. C. guttifera obniżono potem do rangi podgatunku w obrębie C. oregona. W latach 1909–1924 Thomas Casey opisał liczne gatunki i podgatunki, które potem zsynonimizowane zostały z C. o. oregona lub C. o. guttifera – większości z tych synonimizacji dokonał Walther Horn w roku 1915 i 1926. W 1902 roku Charles William Leng opisał odmianę C. oregona var. maricopa, którą potem wyniesiono do rangi podgatunku. W 1924 roku Casey opisał gatunek C. provensis z trzema podgatunkami, które zsynonimizowane zostały z C. o. maricopa przez Horna w 1926 roku. Kolejny podgatunek opisany został w 1947 roku przez Edwina Coopera Van Dyke’a.
W sumie w obrębie tego gatunku wyróżnia się cztery podgatunki:
- Cicindela (Cicindela) oregona guttifera LeConte, 1856
- Cicindela (Cicindela) oregona maricopa Leng, 1902
- Cicindela (Cicindela) oregona navajoensis Van Dyke, 1947
- Cicindela (Cicindela) oregona oregona LeConte, 1856

## Morfologia
Chrząszcz o ciele długości od 11 do 13 mm o bardzo zmiennym ubarwieniu. Wierzch ciała może być brązowy, czarniawy, zielony, niebieski lub fioletowy. Zwykle głowa, przedplecze i pokrywy są jednakowej barwy, ale u C. o. maricopa głowa i przedplecze są zwykle zielone, podczas gdy pokrywy fioletowe do ciemnobrązowych. Największą zmienność ubarwienia wykazuje C. o. oregona, u którego występuje pełen zakres wymienionych barw. U C. o. guttifera wierzch ciała jest żywo brązowy, a u C. o. navajoensis w jaśniejszych odcieniach brązu. Kształt przedplecza jest odwrotnie trapezowaty. Na pokrywach występuje wzór z białych lub kremowych plam i przepasek, przy czym przepaska środkowa jest gwałtownie ku tyłowi zagięta. Wzór ten jest bardzo podobny do tego u C. duodecimguttata, brak jednak zwykle obecnego u tego gatunku wąskiego białego obrzeżenia pośrodku zewnętrznej krawędzi pokrywy, biegnącego pod prostym kątem do przepaski środkowej. Obrzeżenie to nie zawsze jednak występuje u C. duodecimguttata, a ponadto gatunki te w rejonie wschodnich zboczy Gór Skalistych  tworzą hybrydy o cechach pośrednich. Grubość plam różni się u C. oregona pomiędzy poszczególnymi podgatunkami. U C. o. oregona są one cienkie, u C. o. guttifera przeciętnie szerokie, u C. o. navajoensis wyraźnie grubsze, a u C. o. marciopa bardzo szerokie. Spód ciała ma silny połysk metaliczny i barwę miedzianą, zieloną, niebieską lub fioletową.

## Ekologia i występowanie
Owad występuje od poziomu morza po rzędne przekraczające 3000 m n.p.m. Zasiedla plaże oceaniczne oraz pobrzeża różnych wód słodkich, w tym jezior, rzek, potoków i zbiorników sztucznych. Na wyższych położeniach pojawia się także w innych siedliskach wilgotnych, rzadziej suchszych, a na obszarach pustynnych wykorzystuje krótkookresowe habitaty powstałe w wyniku powodzi błyskawicznych. Postacie dorosłe spotykane są od połowy lutego do początku listopada z dwoma szczytami pojawu, wiosennym i jesiennym. W północnej części zasięgu pierwszy z nich przypada na okres od kwietnia do czerwca, a drugi na okres od sierpnia do wczesnego października, w większej części zasięgu pierwszy z nich wypada jednak w maju–czerwcu, a drugi w sierpniu–wrześniu, zaś w Arizonie (południe zasięgu) szczyt wiosenny obserwuje się w kwietniu–maju, a jesienny we wrześniu. Owady dorosłe na pobrzeżach wód występują gromadnie, często współwystępując z innymi trzyszczami, np. C. bellissima, C. depressula, C. hirticollis, C. repanda czy C. tranquebarica. Dalej od wody obserwuje się je zwykle pojedynczo. Cykl życiowy jest dwuletni; stadium zimującym są zarówno larwy jak i postacie dorosłe. Larwy budują norki o głębokości od 12 do 30 cm w luźnym i wilgotnym, nieporośniętym roślinnością podłożu. Preferują tereny płaskie, ale przy ich braku zakładają norki na stromych skarpach nadrzecznych. Norki zazwyczaj tworzą zgrupowania. 
Gatunek nearktyczny. C. o. guttifera rozmieszczony jest od Alaski, Jukonu i zachodnich Terytoriów Północno-Zachodnich na północy przez Kolumbię Brytyjską z Wyspami Królowej Charlotty włącznie, Albertę, Montanę, Wyoming, Utah, Kolorado po Kansas i Nowy Meksyk z niepewnymi doniesieniami z Idaho i Arizony; jego zasięg w Stanach Zjednoczonych biegnie szczytami Gór Skalistych. Podgatunek nominatywny rozprzestrzeniony jest od Kolumbii Brytyjskiej (włącznie z wyspą Vancouver) i Alberty na północy przez Waszyngton, Oregon, Idaho, Montanę, Wyoming, Utah, Nevadę i Kalifornię po Kalifornię Dolną na południu. C. o. maricopa podawany jest z terenów południowej Nevady, południowej Kalifornii, Arizony i Nowego Meksyku. C. o. navajoensis występuje u wschodnich i południowych stoków Gór Skalistych na obszarze stanów Utah, Kolorado, Arizona i Nowy Meksyk. Zasięgi poszczególnych podgatunków nakładają się na siebie i w tych miejscach obserwuje się osobniki o cechach pośrednich.